# Domenico Cucchiari
Domenico Cucchiari (Carrara, 24 luglio 1806 – Livorno, 19 gennaio 1900) è stato un generale e politico italiano.
Partecipò a numerose battaglie della prima guerra di indipendenza. Fu anche amico di Giuseppe Garibaldi e Giuseppe Mazzini.

## Biografia
Domenico Cucchiari nacque a Carrara il 24 luglio 1806, figlio di Francesco e di Maria Rossi, sorella del celebre economista Pellegrino Rossi. Laureatosi in Giurisprudenza all'Università di Pisa, iniziò a praticare a Modena ma quando in quella città scoppiarono dei moti rivoluzionari nel 1831, decise di lasciare la professione di avvocato e tornò a Carrara dove, con l'aiuto di Carlo Marchetti, Pietro Menconi ed Enrico Cialdini, tentò di sollevare la popolazione contro il governo ducale, agendo secondo un semplice programma politico: destituzione di Francesco IV D'Este, abolizione dei dazi (in particolare della gabella sul grano), libertà politiche.
In seguito alla delazione di una spia, il gruppo dei rivoltosi fu scoperto: su di loro resta un rapporto della polizia locale:
Condannato a morte in effigie, fuggì ad Ancona dove si imbarcò alla volta di Marsiglia, riparando all'estero. Giunse dapprima in Francia e poi in Portogallo, meta quest'ultima ove entrò volontario nel reggimento che la pretendente Maria II aveva organizzato contro l'usurpazione dello zio Michele; tale corpo era guidato dall'esule connazionale Gaetano Borso di Carminati, raggiungendo il grado di capitano. Sempre seguendo il Borso di Carminati, giunse poi in Spagna dove, al seguito dei Cacciatori di Oporto, combatté per Isabella contro le pretese dello zio don Carlos. Ferito nella battaglia di Chiva (1837) e nella ritirata di Morella, il 9 ottobre 1840 raggiunse il grado di colonnello.
Nel 1841 decise di aderire alla Legione italica di Nicola Fabrizi ma si ritirò l'anno successivo ed abbandonò ogni attività politica sino al 1848 quando decise di tornare a Milano, chiamato da Mazzini, e partecipò alla Prima guerra d'Indipendenza comandando il I battaglione di un reggimento di fanteria. Entrato poi nell'esercito sabaudo, gli venne riconosciuto il grado di colonnello e venne posto a capo del 4º reggimento di fanteria Piemonte. Nella battaglia di Novara, il 23 marzo 1849, il suo reggimento combatté alla cascina Castellazzo che riuscì a strappare al nemico, ma dovette poi ritirarsi per ordine del generale Chrzanowski, comandante dell'esercito piemontese. Il Cucchiari si portò quindi presso la Bicocca quando ormai lo scontro poteva dirsi perduto, ma gli venne comunque riconosciuta una medaglia d'argento per il valore dimostrato.
Nel 1855 venne promosso al grado di Generale e guidò la brigata Casale. Nella seconda guerra d'indipendenza, a capo della V Divisione, combatté e si distinse nella Battaglia di San Martino, venendo poi citato anche da Edmondo De Amicis:
Eletto alla Camera dei Deputati per il collegio di Carrara nel 1860 e per quello di Massa nel 1861, nel 1865 fu nominato senatore, intervenendo poche volte nel dibattito politico ed in particolare nel 1861 per approvare l'ordine del giorno relativo al Mezzogiorno d'Italia e nel 1865 per schierarsi contro l'abolizione della pena di morte. Nel 1866 venne richiamato brevemente in servizio e combatté nella battaglia di Custoza, dopo la quale venne pensionato.
Anche se progressivamente sempre più lontano dal parlamento, continuò alcune attività promuovendo l'apertura di una linea ferroviaria che arrivasse nei pressi della città di Carrara, la quale dedicò alla sua vittoria bellica la nuova stazione, e guidando la delegazione inviata dalla città di Livorno (dove si era trasferito) a Torino in occasione dell'inaugurazione del locale monumento a Vittorio Emanuele II.